# 钙铀云母
钙铀云母（英語：Autunite）是一种黄绿色带有荧光的磷酸盐矿物，莫氏硬度为2到2.5。化学式为Ca(UO2)2(PO4)2·10-12H2O。钙铀云母以斜方晶系结晶，常以板状方形晶体的形式出现，常见于小结壳或扇状团块中。由于48.27%的中等铀含量，它具有放射性，也可用作铀矿石。钙铀云母在紫外光下发出亮绿色至石灰绿色的荧光。
钙铀云母于1852年于法国欧坦发现，并因此得名。它是花岗伟晶岩和热液矿床中铀矿的氧化产物。伴生矿物包括变钙铀云母、铜铀云母、磷钙铀矿、镁铀云母、硅钙铀矿和铝铀云母。

## 位置与采矿

### 华盛顿州基特卡森山

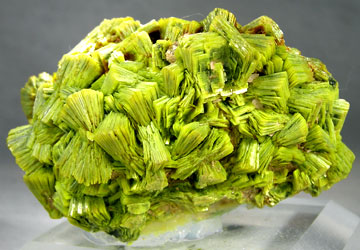
来自华盛顿州基特卡森山的钙铀云母

研究人员在华盛顿州斯波坎的基特卡森山（或有时被称为“斯波坎山附近”）的黎明矿山内的“花岗岩中的孔洞、裂缝和剪切带”中发现了钙铀云母。这些区域显示出另一种磷酸盐磷灰石的迹象，这可能通过提供磷酸盐和石灰帮助形成了磷灰石。这种形成可能是与从单独的矿床中浸出的铀相互作用而发生的。
九处矿区生产了90000磅的U3O8，大部分矿石来自黎明矿。

### 其他地点
钙铀云母的其他位置之一包括法国欧坦，该矿物的类型地和命名地。该矿物是在那里形成的，是晶质铀矿和其他含铀矿物的变质產物。钙铀云母也在康沃尔、萨克森、北达科他州和南达科他州被发现。

## 变钙铀云母
如果环境干燥，它会失去水分并转化为变钙铀云母-I，加热后可以变成变钙铀云母-II。这两种后续矿物在自然界中非常罕见。对于科学研究，建议将矿物储存在密封容器中以防止风化。博物馆里会给矿物涂漆以防失水。

## 圖集

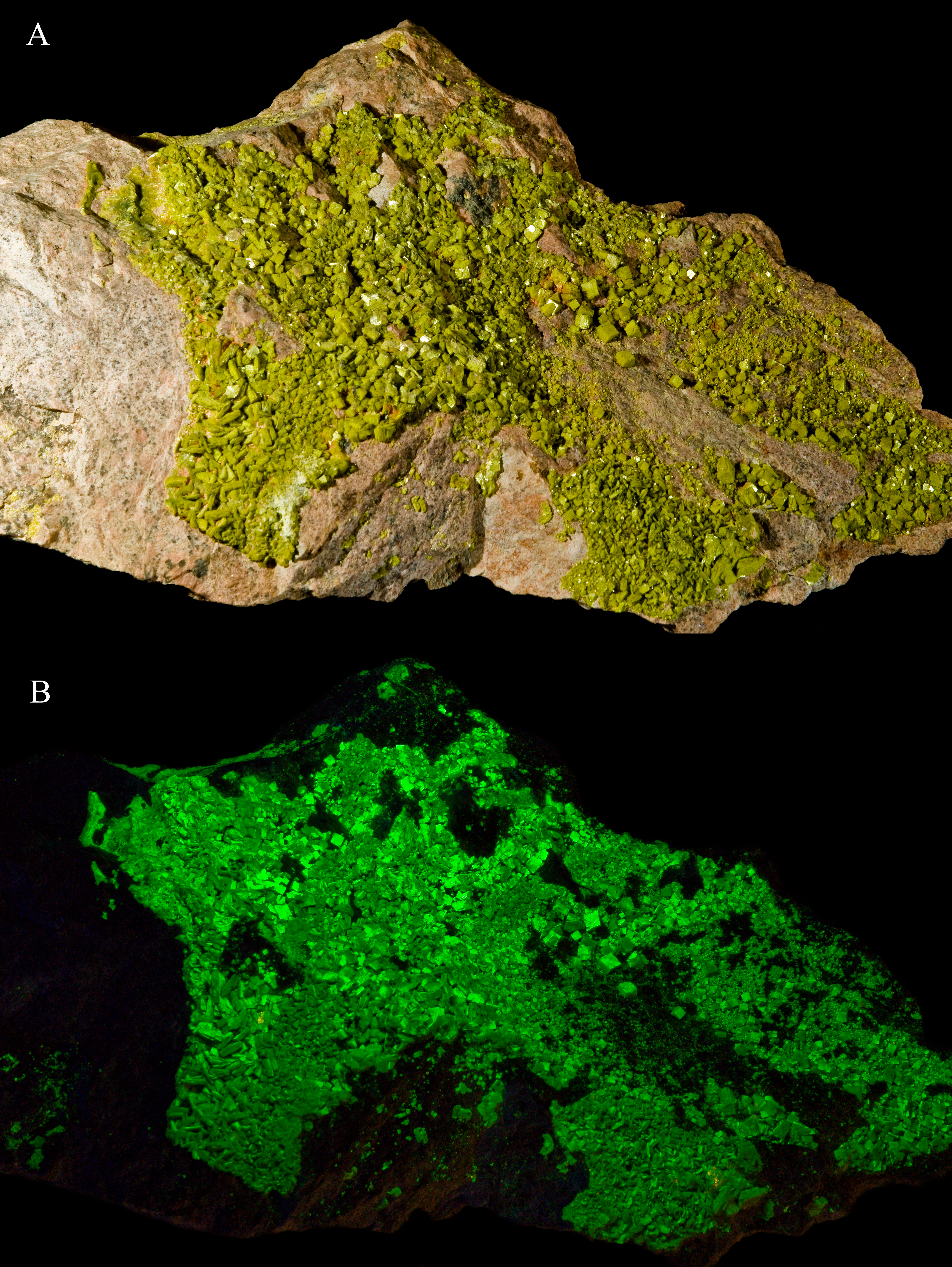
紫外线灯下的钙铀云母
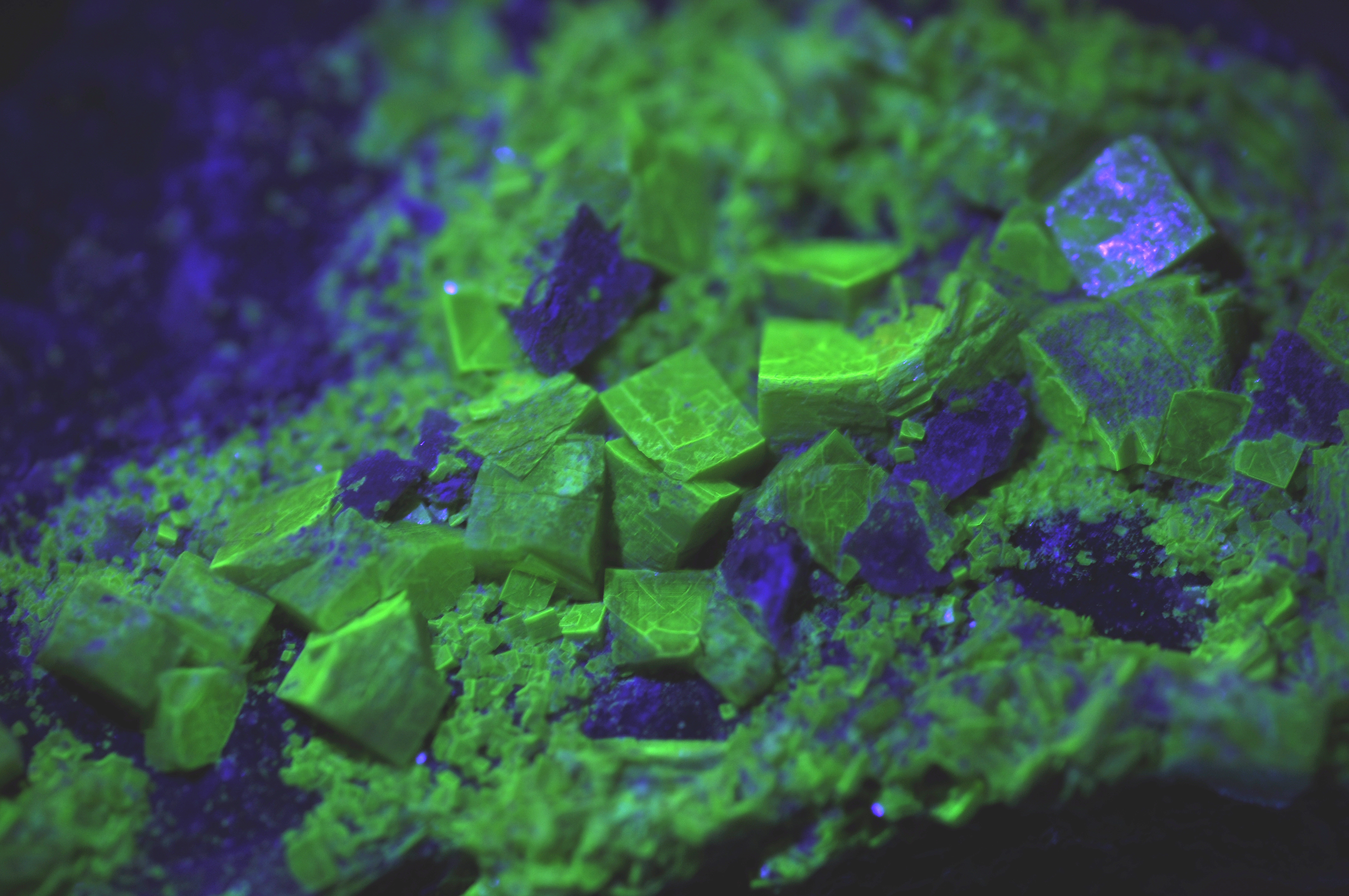
紫外线灯下的更多钙铀云母晶体
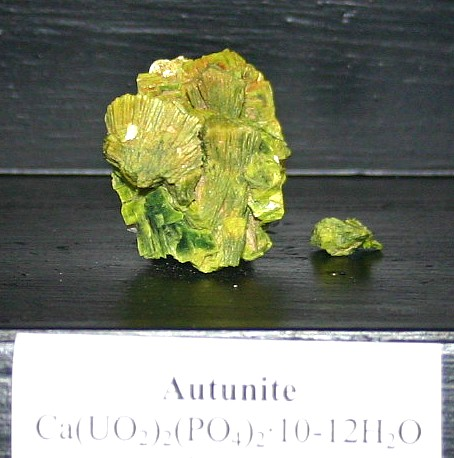
钙铀云母的鳞片状晶体
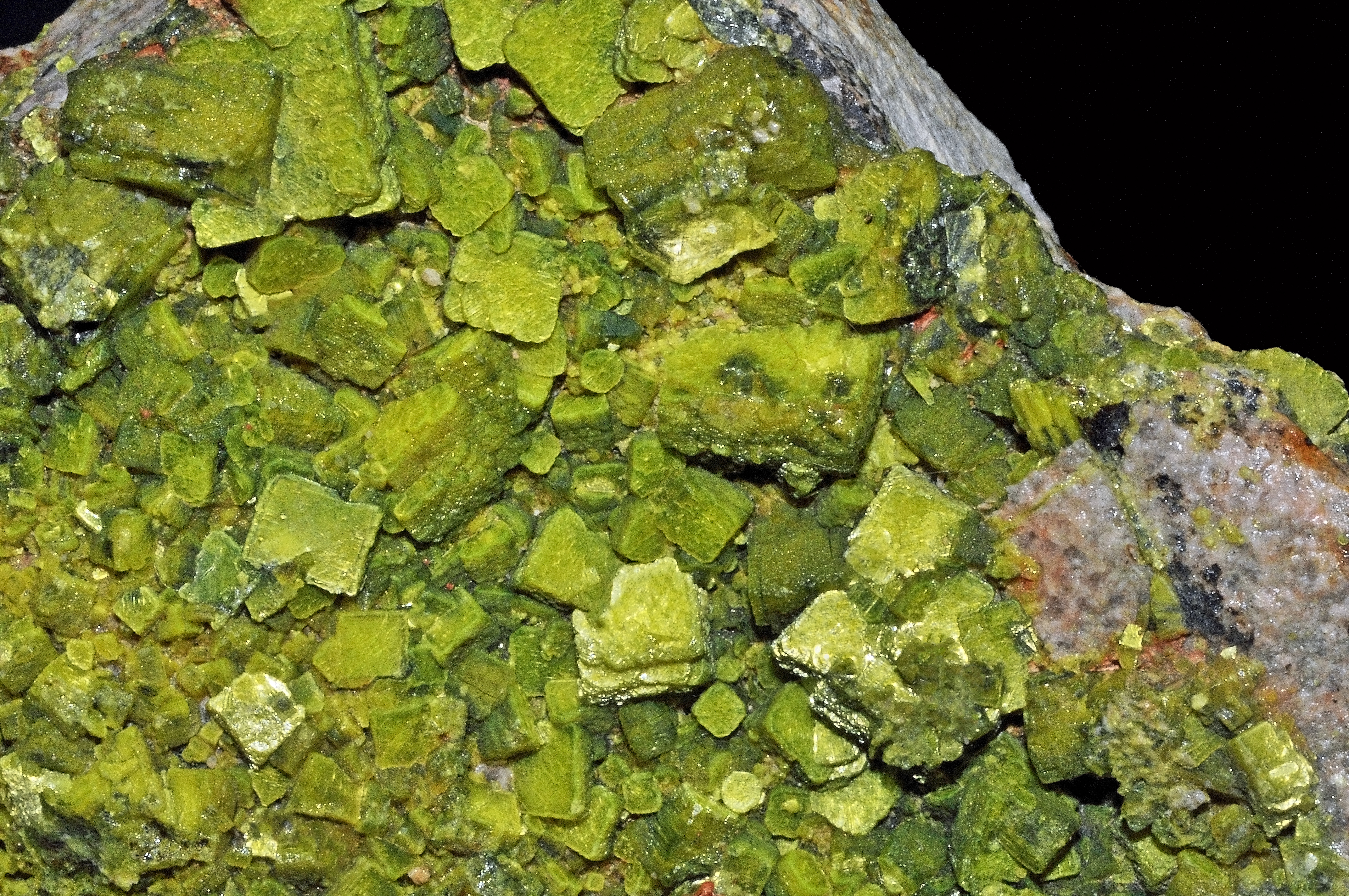
来自法国的钙铀云母
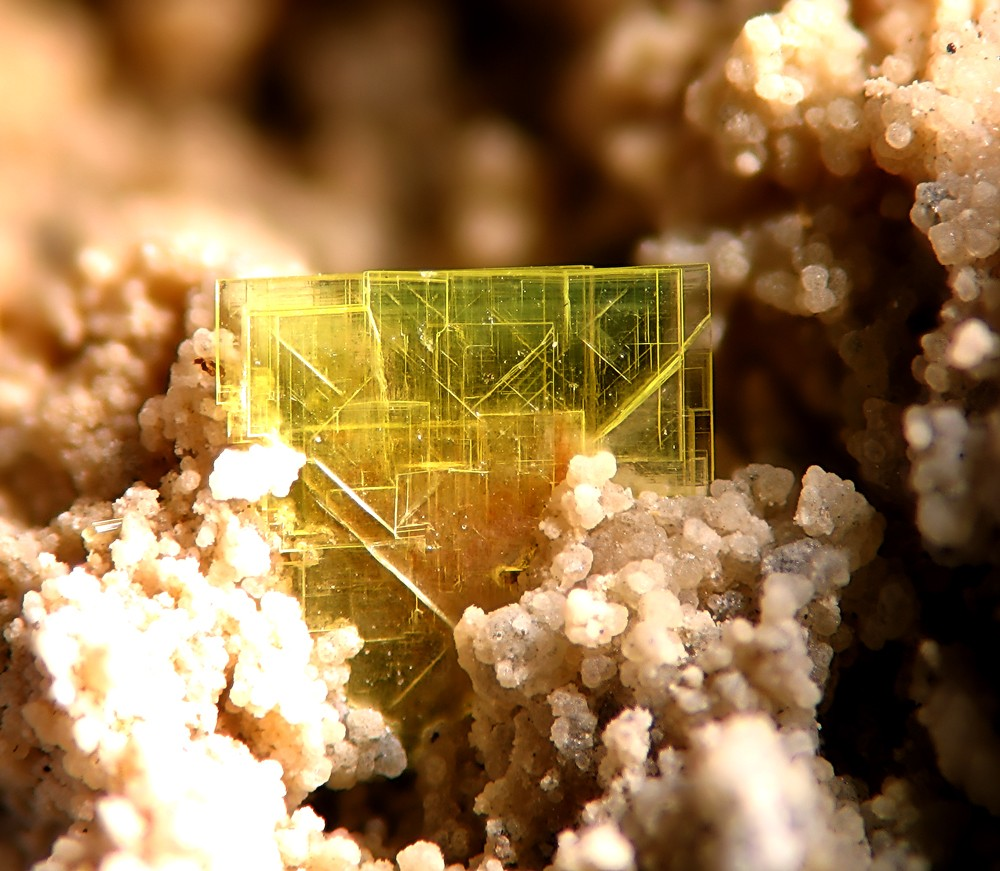
微距下的钙铀云母晶体